# Fingercitron
Fingercitron (Citrus medica var. sarcodactylis) är en varietet av suckatcitron (C. medica) i familjen vinruteväxter. Varieteten förekommer inte som vild utan har uppstått i kultur. Odling av fingercitron sker bäst i ett tempererat klimat utan hetta och frost.